# Vic Vogel
 (juillet 2013).
Si vous disposez d'ouvrages ou d'articles de référence ou si vous connaissez des sites web de qualité traitant du thème abordé ici, merci de compléter l'article en donnant les références utiles à sa vérifiabilité et en les liant à la section « Notes et références ».
Pour les articles homonymes, voir Vogel.
Vic Vogel (né Stephan Victor Vogel le 3 août 1935 à Montréal et mort le 16 septembre 2019 dans la même ville) est un pianiste de jazz, compositeur, arrangeur, tromboniste et chef d'orchestre montréalais, québécois, canadien. 

## Biographie
Né de parents hongrois et autrichien le 3 août 1935 à Montréal, Vic Vogel étudie le piano, en 1954-55, avec Michel Hirvy. Autodidacte au trombone, tuba et vibraphone, les références selon lesquelles il aurait fait ses études à New York avec Lennie Tristano sont sans fondement : Vogel est en grande partie autodidacte sur ces trois instruments, et comme arrangeur. 
Très jeune, il joue dans différents cabarets montréalais. En 1951, il y sera musicien au Cabaret Montmartre avec Oliver Jones.
Après avoir travaillé jusqu'à la fin des années 1950 dans le monde des bars et des cabarets, surtout dans des big bands (ceux de Hugh Sealey, George Sealey, Paul Gaudet, Steve Garrick et d'autres), il a dirigé son premier groupe vers 1960. Il a fait des tournées au Québec puis comme pianiste du groupe de jazz vocal Les Double Six en 1961. En 1966, il a dirigé un groupe de musiciens jazz montréalais en Europe, parrainé par la SRC.
À la télévision de Radio-Canada, il est directeur musical et accompagnateur à plusieurs émissions telles que Music Hall, Les Couche-tard et Vedettes en direct. À l'Espace Musique de Radio-Canada, il dirige ses propres ensembles à plusieurs émissions de radio spécialisée en jazz.
Vic Vogel a composé, arrangé et dirigé la musique des cérémonies du Festival Terre des hommes en 1968, des Jeux olympiques d'été de 1976, des Jeux du Canada en 1985, ainsi qu'aux spectacles d'entracte de la Coupe Grey en 1981 et 1985. Pour les Jeux olympiques de Montréal, il arrangea la musique thème à partir d'extraits d'œuvres d'André Mathieu qu'il enregistre entre autres avec Les Petits Chanteurs du Mont-Royal.
Vogel compose également des comédies musicales pour le Théâtre des Variétés, des thèmes pour plusieurs émissions de la Société Radio-Canada et du réseau CTV, de même que des bandes sonores pour le cinéma à l'Office national du film du Canada. Il a signé des arrangements pour soliste de jazz et orchestre symphonique, en particulier pour le trompettiste Woody Shaw, l'Orchestre symphonique de Québec, Nelson Symonds, Oliver Jones, Symphony Nova Scotia et pour l'Orchestre symphonique de Montréal.
Il est le seul musicien à s'être produit pendant plus de 20 années consécutives au Festival international de jazz de Montréal aux côtés de Dizzy Gillespie, Maynard Ferguson, Gerry Mulligan, Slide Hampton, Cannonball Adderley, Chucho Valdès et Mel Torme.
Pianiste, chef d'orchestre, compositeur, arrangeur et tromboniste, Vic Vogel (Victor Stefan Vogel) est né à Montréal le 3 août 1935. Musicien actif dès l’âge de 14 ans, Vic Vogel a acquis la plupart de ses connaissances de façon autodidacte. Après avoir joué dans les orchestres de danse à la fin des années 1950, il dirigea son premier ensemble en 1960 au club Chez Paré, puis tourna avec Les Doubles Six de Paris en 1961 et l’orchestre de jazz de la Société Radio-Canada en 1966.  C’est en 1968 qu’il a fondé son « Le Jazz Big Band » qu’il dirige encore aujourd’hui depuis plus de 40 ans. Considéré comme étant le « Meilleur Big Band de l’Industrie » dans les années 1980, ce groupe a enregistré plusieurs albums dont Vic Vogel and the Awesome Big Band, qui s’est inscrit au palmarès du « Billboard » américain en 1987.  
Vic Vogel représente une page d’histoire du patrimoine canadien.  Il a dirigé, composé, arrangé et orchestré la musique présentée à l’Expo 1967, Terre Des Hommes 1968, des Jeux Olympiques de Montréal de 1976 (dont un enregistrement pour la maison Polydor devenu disque Platine avec plus de 200 000 copies vendues) et des Jeux du Canada de 1985.  De 1970 à aujourd’hui, comme chef d’orchestre, directeur musical, compositeur, arrangeur et interprète, il a aussi marqué l’histoire de la télévision et la radio en collaborant aux émissions « Music Hall », « Les Couches-Tard », « Femmes d’Aujourd’hui », « Vedettes en Direct », « Feu Vert », « Jeunesse Oblige », « Jazz Beat », « Jazz sur le Vif », « Jazz en Liberté » et « Jazz Canadiana ». Compositeur et arrangeur pour plusieurs productions de l’ONF, il a entre autres signé la musique des films Capricorne Challenge (1976), Black Mirror (1981) et Kings of Ungava (1981). Dès les années 1970, il était au cœur du milieu artistique québécois en écrivant et dirigeant plus de 500 heures de musique pour les comédies musicales présentées au Théâtre des Variétés  de Gilles Latulippe. 
En 1980, le groupe rock québécois Offenbach lui commande les arrangements de ce qui deviendra un disque légendaire, Offenbach En Fusion, qui a remporté un Trophée Félix à l’Adisq pour le « meilleur album Rock de l’année » et un Disque d’Or de plus de 80 000 copies vendues. « Architecte » du jazz montréalais, Vic Vogel a participé à toutes les éditions du Festival international de jazz de Montréal. Ce dernier lui a remis le prestigieux Prix Oscar Peterson en 1992.  La même année, il fut nommé « Personnalité de la semaine » dans le quotidien La Presse, en hommage à l’ensemble de sa carrière. Il a partagé la scène avec plus de 2000 artistes parmi les plus grands musiciens d’ici et d’ailleurs dont, Paul Anka, Sammy Davis Jr, Édith Piaf, Céline Dion, Michel Legrand, Jerry Lewis, Chucho Valdès, Maynard Ferguson, Oscar Peterson, Ella Fitzgerald, Phil Wood, Gerry Mulligan, Mel Tormé et Dizzy Gillespie. Il a également collaboré de manière intermittente avec des grands ensembles classiques, notamment l’Orchestre Symphonique de Québec (1978), l’Orchestre Symphonique de Montréal (1989), le Symphonic Nova Scotia Orchestra (1988) et le Shanghai Broadcasting Symphonic Orchestra (2001).  Septuagénaire en 2005, Vic Vogel représentait la Société Radio-Canada au sein du «Europeen Broadcast Unit » de l’Union Européenne pour composer, arranger et diriger le « Europeen Youth Jazz Orchestra », avec lequel il a réalisé une tournée européenne et enregistré un album, Hommage à Oscar Peterson.
Vic Vogel est une page vivante du patrimoine canadien. Que ce soit pour le théâtre, la télévision, la radio, les orchestres symphoniques ou les multiples ensembles de jazz qu’il a dirigé, son Œuvre compte plus de 2000 pièces composées et/ou arrangées pour toutes sortes de formations de 4 à 200 musiciens. Il a contribué à plus de 60 albums distribués au Canada et aux États-Unis, soit sur Polydor, Audiogram, Justin Time, Pinnacle, Spectra Scène, Grudge, Trans-Canada et plusieurs autres. On estime à plus de 10 000 le nombre de prestations que Vic Vogel à présenté au cours de ses 66 ans de carrière.
Tout récemment, en octobre 2013, l'écrivain Marie Desjardins publie la biographie Vic Vogel « Histoires de jazz » aux Éditions du CRAM.

## Vic Vogel et Le Jazz Big Band
Le Vic Vogel et Le Jazz Big Band est fondé en 1968 est influencé par le Duke Ellington Ochestra. En 1979, le groupe fait une tournée québécoise et enregistre avec le groupe rock Offenbach le disque En Fusion. L'album reçut un trophée Félix pour le disque rock de l'année en 1980. Entre 1982 et 1986, le big band se produit dans plusieurs villes de France, du Québec ainsi qu'au Festival international de jazz d'Ottawa et au Festival international de jazz de Montréal où il performe avec des artistes tels que Zoot Sims, Phil Woods, Mel Tormé et Dizzy Gillespie.
En 2015, Vic Vogel célèbrera ses 80 ans et 68 ans de vie artistique. Cet orchestre est synonyme de Vic Vogel qui a donné naissance à une véritable sculpture sonore issue de sa formidable imagination. C'est tout l'éclat des trombones, la respiration des saxophones et l'harmonie des trompettes prêts à saisir le tempo. C’est une arme de création massive, un instrument puissant et furieux. Un ouvrage sonore à la beauté subtile. Son chef Vic Vogel, pianiste, compositeur et arrangeur de stature olympique car il a écrit et dirigé la musique des cérémonies d'ouverture et de clôture des Jeux olympiques de 1976. Le Jazz Big Band a aussi partagé la scène avec Offenbach pour le concert En Fusion. La liste des sommités avec qui Vic Vogel a déjà travaillé est impressionnante. Entre autres : Chucho Valdes, Jimmy Heath, Zoot Sims, Phil Woods, Maynard Ferguson, Jerry Mulligan, Eartha Kitt, Slide Hampton, Cannonball Adderley, Dizzy Gillespie, Ann Margaret, Paul Anka, Sammy Davies Jr., Jerry Lewis et Michel Legrand. Rien d'étonnant à ce que Vic Vogel soit la personnification du Festival international de jazz de Montréal, lui qui s'y est produit depuis 33 ans. 
Les répétitions de cet orchestre déterminent l'horaire des musiciens et transforment un bar anonyme en tribune pour la musique de jazz. Imaginez-vous marchant dans le Quartier latin de Montréal par un lundi soir tranquille. Soudain, vous êtes assailli par un écho sonore et des rythmes fougueux. Vous vous approchez de cette musique pour vous retrouver dans un bar de 40 places, dont 16 sont occupées par Le Jazz Big Band. Vous vous frayez un chemin jusqu'au bar. Devant vous, les meilleurs musiciens de jazz de Montréal ; Jean Fréchette, Dave Turner, André Leroux, Alexandre Côté, Al MacLean, Bob Ellis, Richard Gagnon, Dave Grott, Michael Wilson, Joe Sullivan, Ron Di Lauro, Jocelyn Lapointe, Jocelyn Couture, Dave Gelfand et Richard Irwin. Debout devant eux, le maestro Vic Vogel en train de peaufiner une nouvelle partition ou de rafraîchir un classique comme Tadd's Delight ou Mood Indigo, distribuant ses indications ou ses réprimandes. Mais, une fois le travail terminé, la camaraderie et la bonne humeur l'emportent.

## Discographie
Lors de l'édition du Festival international de jazz de Montréal (FIJM) de 1982, le Vic Vogel Big Band enregistre un premier album en concert, Vic Vogel Big Band (qui sera mis sur le marché aux États-Unis en 1987 sous le titre Vic Vogel and the Awesome Big Band par le label américain indépendant Pinnacle) et tourne régulièrement dans les radios spécialisées en jazz aux États-Unis. Puis le deuxième album regroupe des prestations au FIJM de 1984 et une séance studio enregistrée en 1988. Le troisième album est paru aux États-Unis en 1990 incluant des prestations de l'édition du FIJM de 1984 où le big band se produit avec plusieurs grands noms du jazz canadien.
- Vic Vogel a enregistré plusieurs autres 33 et 45 tours avant 1976 (liste à venir)
- 1976 - Olympique 1976
- 1980 - En Fusion (avec Offenbach)[7]
- 1982 - Vic Vogel Big Band
- 1987 - Vic Vogel and the Awesome Big Band
- 1990 - Le Big Band
- 1994 - Piano solo
- 1995 - Au revoir et merci (avec Les Jérolas)
- 1999 - Je me souviens...mon piano
- 1999 - Live - Le Jazz Big Band
- 2000 - Montréal Jazz & Blues
- 2001 - Montréal Jazz & Blues Plus (double CD / CD-Rom)
- 2004 - Hangin' Loose
- 2004 - Awesome!
- 2004 - Los Boleros Holguineros (avec Alfredo Chiquitin Morales)
- 2005 - Until I Met You (avec Johanne Blouin)
- 2005 - Hommage à Oscar Peterson
- 2005 - Jazz Les Folles Nuits de Montréal (avec divers artistes)
- 2005 - Rose Rouge (avec Johanne Blouin)
- 2005 - Rose Rose (avec Johanne Blouin)
- 2006 - 1+1=2
- 2007 - Je joue mon piano  (CD + 2DVD)
- 2012 - Piano et la voix (avec Martin Deschamps)
- 2008 - Jim & Andy's
- 2008 - Les Jalouses du Blues (avec Offenbach et Alys Robi)
- 2012 - Nostalgie des Fêtes (avec Martin Deschamps)

### Filmographie
- 2007: L'homme de cuivre, Vic Vogel : documentaire de Rénald Bellemare